# São Gonçalo do Pará
São Gonçalo do Pará là một đô thị thuộc bang Minas Gerais, Brasil. Đô thị này có diện tích 265,578 km², dân số năm 2007 là 10308 người, mật độ 31,2 người/km².